# برج الخضراء
برج الخضراء هي إحدى قرى معتمدية رمادة من ولاية تطاوين وتقع على الحدود التونسية مع كل من ليبيا والجزائر. كانت تسمى في عهد الاستعمار فور سان (بالفرنسية: Fort Saint)‏.
تبعد برج الخضراء عن مدينة تطاوين بـ 396 كلم، وعن تونس العاصمة بـ 927 كلم.